# キャビン (映画)
『キャビン』（The Cabin in the Woods）は、ドリュー・ゴダード監督・脚本、ジョス・ウィードン脚本・製作による2012年のアメリカ合衆国のSFホラー映画である。
なお、同年に公開されたアメリカ合衆国のホラー映画に本作品の英題である "The Cabin in the Woods" ＝ 「キャビン・イン・ザ・ウッズ」と同名の邦題が付けられた映画『キャビン・イン・ザ・ウッズ（Resolution）』（ジャスティン・ベンソン監督）があるが、本作品との関係性はない。

## ストーリー
大学生のデイナ、ホールデン、マーティ、ジュールズ、カートは週末を近郊の森にある小屋（Cabin）で過ごそうと計画していた。道中、行き先を尋ねたガソリンスタンドの男から小屋にまつわる不吉な話を聞きつつも、彼らは到着。週末を楽しむ彼らであったが、その夜、突如として地下室の扉が開く。薄暗い室内には物が散乱していたが、デイナはその中からある日記を発見する。それはペイシェンス・バックナーという少女の日記で、バックナー一家が犯してきた恐ろしい罪の数々が記されていた。そして、日記の最後には、謎のラテン語文が書かれていた。デイナがラテン語を読み上げると、森の中に埋まっていたバックナー一家の死体が起き上がり、小屋を目指し始めた。呪文によって復活したバックナー一家は性交中のカートとジュールズを襲い、ジュールズを殺害。残りの若者を皆殺しにしようと小屋を襲撃する。
一方、ハイテク機器に囲まれた管制室でこの惨状を監視する人々がいた。彼らは小屋や森中に設置されたカメラで若者の動きを監視し、また薬物を散布したり、照明を調整するなどして若者たちの行動を誘導し、「怪物が彼らを殺しやすい状況」をセッティングしていたのだ。怪物はバックナー一家から殺人ロボットまであらゆる種類が用意されており、小屋に入った者の行動によって選択される仕組み。職員たちは惨劇の内容で賭けを行うなど、不謹慎な雰囲気を漂わせていたが、その目的は生贄の儀式で地下にいる「古き神々」を封印することであり、人類の存亡が懸かっていた。儀式の内容は、大学生が一人殺されるごとに対応した石版に血が垂らされていくという物で、石版は「淫婦」「戦士」「学者」「愚者」「処女」の五枚。「処女」以外の石版に血が満ちることで儀式が完成し、地下の神々は鎮められるという。世界中で同様の儀式が行われていたが、どの国も生贄が逃げ切ったり怪物を撃退したりと失敗しており、今まで儀式を成功させ続けてきた日本も今回失敗してしまい、アメリカの儀式が人類最後の希望であった。
やがて処女と思しきデイナを除いて一同が皆殺しになり、儀式成功の喜びに沸き返りパーティを始めた管制室だったが、突如上層部から叱責の電話が飛び込む。早々に死んだと思われていたマーティがカメラ外で生存しているというのだ。管制室が映像を確認すると、今まさに殺されようとしていたデイナをマーティが間一髪で救出。さらに、怪物を送り込むエレベーターを使ってデイナと共に管制室のある施設の中に侵入してきたのである。慌てた管制室は武装警備隊を送り込み、マーティ、デイナの順に二人を殺害するように指示するが、二人が偶然逃げ込んだ制御室のスイッチによって解き放たれた様々な怪物たちにより、職員も武装警備隊も次々と惨殺されていく。
怪物たちから逃げまどううちに、やがて石版の間にたどり着いた二人の前に、施設の館長が現れ全ての真実を告げる。マーティが予定通り死ななければ地下から巨大な邪神が復活し、地球の人類は滅亡するのだと。デイナは説得されかけてマーティに銃を向けるが、マーティは殺されるのを拒否し、乱入してきた怪物たちの起こした混乱に乗じて生き延びる。館長も怪物もろとも地下に転落し、全てを諦観したデイナとマーティが座り込む中、儀式の失敗により地下から巨大な邪神が復活し、人類の滅亡を予感させて劇は幕を閉じる。

## キャスト
※括弧内は日本語吹替
- デイナ・ポーク[8][9][10][11] - クリステン・コノリー（本名陽子）
- カート・ヴォーン - クリス・ヘムズワース（三宅健太）
- ジュールズ・ローデン - アンナ・ハッチソン（志田有彩）
- マーティ・ミカルスキ - フラン・クランツ（桜塚やっくん）
- ホールデン・マクレア - ジェシー・ウィリアムズ（小田柿悠太）
- ゲイリー・シッターソン - リチャード・ジェンキンス（大塚芳忠）
- スティーヴ・ハドリー - ブラッドリー・ウィットフォード（内田直哉）
- ダニエル・トルーマン - ブライアン・ホワイト（英語版）（山岸治雄）
- ウェンディ・リン[12] - エイミー・アッカー（塩谷綾子）
- モーデカイ - ティム・デザーン
- ロナルド - トム・レンク（英語版）（下妻由幸）
- マシュー・バックナー - ダン・ペイン（英語版）
- ペイシェンス・バックナー - ジョデル・フェルランド
- ファーザー・バックナー - ダン・シェア（英語版）
- マザー・バックナー - マヤ・マッサー（英語版）
- ユダ・バックナー - マット・ドレイク
- 館長 - シガニー・ウィーバー（弥永和子）
- その他の日本語吹き替え‐さかき孝輔/栗田圭/優希

## 製作
約3000万ドルの製作費で、2009年3月9日にバンクーバーで撮影が始まった。

## 公開
当初、2010年2月5日に拡大公開が予定されていたが、3Dに変換するために2011年1月14日に延期された。しかしながら2010年6月17日、メトロ・ゴールドウィン・メイヤーが財政難の問題のため、公開は無期限延期となることが発表された。
2011年3月16日、『ロサンゼルス・タイムズ』は「新たな（MGMの）チーフ・エグゼクティブであるゲイリー・バーバーとロジャー・バーンボームがMGMの最後の2本である『キャビン』と『レッド・ドーン』を売ろうとしている」ことを報じた。2011年4月28日、配給権がライオンズゲートに売られ、同年のハロウィンに公開を予定していることが報じられた。2011年7月20日、ライオンズゲートは配給権を獲得し、2012年4月13日に公開することを発表した。
プレミア上映は2012年3月9日にテキサス州オースティンのサウス・バイ・サウスウェスト映画祭で行われた。
日本では2012年9月26日に第5回したまちコメディ映画祭in台東の「映画秘宝まつり」で『キャビン・イン・ザ・ウッズ』の題でプレミア上映された。2013年3月9日よりクロックワークス配給で一般公開される。

## 評価

### 興行収入
北アメリカでは4207万3277ドル、そのほかの国々で2382万9690ドル、全世界で6590万2967ドルを売り上げている。2012年の映画では68番目に高い興行収入である
北アメリカでは2012年4月13日に2811劇場で公開され、初日に550万ドル、初週末で1470万ドルを売り上げ、週末興行で3位となった。2012年7月12日に公開が終了し、累計で約4200万ドルを売り上げた。これは2012年のアメリカ市場では66位の成績である。イギリスでは850万ドル、フランスでは240万ドル、ロシアでは230万ドルを売り上げている。

### 批評家の反応
Rotten Tomatoesでの支持率は204件のレビューで支持率は91%の「フレッシュ（新鮮）」作品となった。またMetacriticでは40媒体のレビューをベースに72/100となった。